# Saif ad-Din Ghazi I.
Saif ad-Din Ghazi I. († November 1149) aus der Dynastie der Zengiden war Herrscher von Mosul.
Er war der älteste Sohn des Zengi und der ältere Bruder des Nur ad-Din. Nach der Ermordung Zengis 1146 ergriff er die Nachfolge seines Vaters in Mosul und der al-Dschasira (Nordmesopotamien), während Nur ad-Din sich Aleppo aneignete. Saif ad-Din war klug genug, sich nicht mit seinem Bruder über das Erbe zu streiten; er führte eine Aussprache mit seinem Bruder herbei, bei welcher die Teilung des Erbes in friedfertiger Weise bestätigt wurde.
Seine Regierungszeit war von Schwierigkeiten mit den Ortoqiden von Mardin und Diyarbakır und dem Großseldschuken-Sultanat geprägt. Außerdem hielten die Söhne Zengis treu an ihrem Familien-Bündnis fest. Saif ad-Din schickte Nur ad-Din Hilfe, wenn sie gebraucht wurde, ohne dass er dabei versucht hätte, dessen Länder an sich zu reißen. So etwa 1148 beim Entsatz der vom Zweiten Kreuzzug belagerten Stadt Damaskus. Sein zweiter Bruder namens Nasr ad-Din wurde als Vasall Nur ed-Dins in Harran eingesetzt, während Qutb ad-Din Mawdud, der vierte und jüngste Bruder, am Hof Saif ad-Dins in Mosul aufwuchs.
Als er schon 1149 starb, folgte ihm Qutb ad-Din Mawdud in Mosul und al-Dschasira.